# Ernst Melan
Ernst Melan (* 16. November 1890 in Brünn; † 10. Dezember 1963 in Wien) war ein österreichischer Bauingenieur und Hochschullehrer. Er war Rektor der Technischen Hochschule Wien.

## Leben
Ernst Melan studierte an der Deutschen Technischen Hochschule in Prag Bauingenieurwesen, 1917 promovierte er dort mit einer Arbeit über die Torsion von Umdrehungskörpern. Von 1916 bis 1918 war er bei der k.k. Statthalterei in Graz als Ingenieur tätig, anschließend bei der Brückenbaugesellschaft von Waagner-Biro. 1920/21 arbeitete er am Festigkeitslaboratorium der Technischen Hochschule Berlin-Charlottenburg, anschließend war er bis 1923 Abteilungsleiter bei Waagner-Biro. 1922 habilitierte er sich an der Technischen Hochschule Wien auf dem Gebiet der Elastizitätstheorie, 1923 wurde er als außerordentlicher Professor für Baumechanik und Festigkeitslehre an die Deutsche Technische Hochschule in Prag berufen.
1925 wechselte er an die Technische Hochschule Wien, wo er bis zu seiner Emeritierung im Jahr 1962 als ordentlicher Professor für Baustatik und Baukonstruktionen des Stahl- und Holzbaues wirkte. In den Studienjahren 1946/47 und 1947/48 war er dort auch Dekan der Fakultät für Bauingenieurwesen, im Studienjahr 1952/53 wurde er zum Rektor der Technischen Hochschule Wien gewählt. In seiner Amtszeit wurde das Wärmekraftlabor am Getreidemarkt wiederhergestellt und das Dachgeschoß des Hauptgebäudes nach den Vorstellungen der Architektur-Fakultät umgebaut.
In seinen wissenschaftlichen Arbeiten befasste er sich neben der Baustatik und der Elastizitätstheorie auch mit der Plastizitätstheorie und Fragen der Thermoelastizität, jeweils unter Verwendung fachspezifischer mathematischer Methoden. In seiner Arbeit Zur Plastizität des räumlichen Kontinuums formulierte er 1938 sein Anpassungstheorem.
Sein Vater war der Bauingenieur Joseph Melan, sein Bruder Herbert Melan (1893–1960) war ebenfalls Professor an der Technischen Hochschule Wien. An der TU Wien wurde im Hauptgebäude am Karlsplatz ein Hörsaal nach Ernst Melan benannt.

## Auszeichnungen
- 1943: Korrespondierendes Mitglied der Deutschen Akademie der Wissenschaften in Prag
- 1945: Wirkliches Mitglied der Österreichischen Akademie der Wissenschaften
- 1959: Österreichisches Ehrenzeichen für Wissenschaft und Kunst
- 1960: Mitglied der Polnischen Akademie der Wissenschaften
- 1961: Ehrenmitglied der Schweizerischen Gesellschaft für Forschung und Konstruktion im Stahlbau

## Publikationen (Auswahl)
- 1927: Die gewöhnlichen und partiellen Differenzengleichungen der Baustatik, gemeinsam mit Friedrich Bleich, Julius Springer-Verlag Berlin
- 1938: Zur Plastizität des räumlichen Kontinuums, Ingenieur-Archiv 9
- 1942: Die genaue Berechnung von Trägerrosten, gemeinsam mit Robert Schindler, Springer-Verlag Wien
- 1947/50: Der Brückenbau, Band 2–3, Deuticke-Verlag Wien
- 1950: Einführung in die Baustatik
- 1953: Wärmespannungen, gemeinsam mit Heinz Parkus